# 월절서
《월절서(越絶書)》는 중국 후한의 원강(袁康)이 지었다고 알려진 책으로, 고대 오와 월의 흥망을 기록한 역사서이다. 전 15권.

## 구성
- 권1: 월절외전본사(越絶外傳本事) 제1, 월절형평왕내전(越絶荊平王內傳) 제2
- 권2: 월절외전기오지전(越絶外傳記吳地傳) 제3
- 권3: 월절오내전(越絶吳內傳) 제4
- 권4: 월절계예내경(越絶計倪內經) 제5
- 권5: 월절청적내전(越絶請糴內傳) 제6
- 권6: 월절외전기책고(越絶外傳紀策考) 제7
- 권7: 월절외전기범백(越絶外傳記范伯) 제8, 월절내전진성항(越絶內傳陳成恒) 제9
- 권8: 월절외전기지전(越絶外傳記地傳) 제10
- 권9: 월절외전계예(越絶外傳計倪) 제11
- 권10: 월절외전기오왕점몽(越絶外傳記吳王占夢) 제12
- 권11: 월절외전기보검(越絶外傳記寶劍) 제13
- 권12: 월절내경구술(越絶內經九術) 제14, 월절외전기군기(越絶外傳記軍氣) 제15
- 권13: 월절외전침중(越絶外傳枕中) 제16
- 권14: 월절외전춘신군(越絶外傳春申君) 제17, 월절덕서외전기(越絶德序外傳記) 제18
- 권15: 월절편서외전기(越絶篇敍外傳記) 제19

## 평가
홍양길은 중국의 가장 오래된 지리지로 《화양국지》와 더불어 《월절서》를 손꼽았다.